# La Nuit de Varennes
La Nuit de Varennes (La nit de Varennes) és un film històric franco-italià dirigit per Ettore Scola, de l'any 1982, basat en la novel·la de Catherine Rihoit La Nuit de Varennes ou l'Impossible n'est pas français. L'acció se situa al moment de la fugida del rei Lluís XVI i de Maria Antonieta a Varennes l'any 1791. Es conta la història d'una trobada fictícia, dins un carruatge, entre l'escriptor Nicolàs Edmé Restif de la Bretonne, Giacomo Casanova, Thomas Paine i la comtessa Sophie de la Borde, una dama de companyia de la reina Maria Antonieta.
El film va competir per a la Palma d'or del Festival de Cannes 1982.

## Resum argumental
La nit del 20 al 21 de juny de 1791, l'escriptor llibertí Restif de la Bretonne, en sortir d'un prostíbul, és el testimoni de la sortida, en plena nit i des del Palau Reial, d'una misteriosa carrossa. Intrigat, Restif es llança a la seva persecució. Al carruatge que pren pert seguir la carrossa coincideix amb diversos personatges curiosos: un magistrat, una misteriosa dama de la cort que viatja dissimuladament, el pamfletista nord-americà Thomas Paine i un ja decrèpit Giacomo Casanova, que té intenció de retirar-se al castell del comte Waldstein, com a secretari i bibliotecari. Aviat descobreix que aquesta carrossa intenta d'agafar-ne una altra que ha marxat més d'hora i de la qual els ocupants no són altres que els membres de la família reial fugint de París.
Durant el viatge fins a arribar a Varennes, on el rei fugitiu i la seva esposas acaben de ser detinguts, cadascun d'aquests personatges revelarà la seva personalitat i s'anirà desvelant com els seus microcosmos es dilueixen en l'avenir d'un nou món.

## Fitxa tècnica
- Títol original : La Nuit de Varennes
- Títol italià : El mondo nuovo
- Títol anglès : That Night in Varennes
- Realització : Ettore Scola
- Guió : Sergio Amidei i Ettore Scola
- Conseller dialoguista : Simon Mizrahi
- Conseller històric : Claude Manceron
- Ajudants de realització : Paola Scola, Francesco Lazotti, Renald Calcagni, Gaspare Di Caro, Philippine Leroy Beaulieu.
- Decorats : Dante Ferretti, Pierre Guffroy
- Utillatge : Pierre Lefait
- Vestuari : Gabriella Pescucci
- Fotografia : Armando Nannuzzi
- So : Michel Barlier, Remo Ugolinelli
- Muntatge : Raimondo Crociani
- Música : Armando Trovajoli
- Productors : Daniel Toscà del Plantier, Lea Fayolle (productora associada), Giorgio Silvagni (productor associat)
- Productor delegat : Renzo Rossellini
- Productor executiu : Claudio Mancini
- Direcció de producció : Charlotte Fraisse, Giorgio Scotton
- Productores : Gaumont (França), FR3 Cinema (França), Opera Films Produzione (Itàlia)
- Societat de distribució d'origen : Gaumont Distribució (França)
- País d'origen :  França,  Itàlia
- Llengües de rodatge : francès, italià
- Format : 35 mm — color per Eastmancolor — 2.35:1 Technovision — so monof`+onic
- Gènere : reconstitució històrica
- Durada : 144 min↔154 min[2]
- Data de sortida : 12 de 12 de 12
- Classificacions CNC : tots públics, Art i Assaig (visat d'explotació núm. 53473, lliurat el 19 de 19 de 19)

## Distribució
- Jean-Louis Barrault, com a Nicolas Edmé Restif de la Bretonne
- Marcello Mastroianni, com a Giacomo Casanova, Chevalier de Seingalt
- Hanna Schygulla, com a comtessa Sophie de la Borde
- Harvey Keitel, com a Thomas Paine
- Jean-Claude Brialy, com a Monsieur Jacob
- Andréa Ferréol, com a Madame Adélaïde Gagnon
- Michel Vitold, com a De Florange
- Laura Betti, com a Virginia Capacelli
- Pierre Malet, com a Emile Delage, estudiant reviolucionari
- Enzo Jannacci, com el còmic italià
- Daniel Gélin, com a De Wendel
- Didi Perego, com a Madame Sauce
- Caterina Boratto, com a Madame Faustine
- Dora Doll, com a Nanette Precy
- Hugues Quester, com a Jean-Louis Romeuf
- Jean-Louis Trintignant, com a Monsieur Sauce
- Michel Piccoli, com a rei Lluís XVI